# 梅露露的鍊金工房 ～亞蘭德之鍊金術士3～
《梅露露的鍊金工房 ～亞蘭德之鍊金術士3～》是由Gust所製作的一款PlayStation 3的角色扮演遊戲。日本於2011年6月23日發行初版。此為《托托莉的鍊金工房 ～亞蘭德之鍊金術士2～》的續作。故事背景設定為前作故事結束的一年之後，以托托莉的徒弟—梅露露為主角的故事。
之後，加入了DLC內容，以此為基礎的《梅露露的鍊金工房 ～亞蘭德之鍊金術士3～ DX》於2018年9月20日在日本發售PlayStation 4與任天堂Switch兩款新型主機對應版本遊戲，Windows版本則於同年12月4日發售。

## 遊戲系統

### 課題
本作品主線在「王國發展」，人口增加就是最基本的目的，發展的狀態根據「開拓點數」、「王國等級」表示。
解決國民的煩惱，會得到相應的開拓點數，這時可以建造於國政有利的建築物，而開拓點數累計到一定程度，王國等級亦會上升，可以建造更多的建築物。

### 調合
和同系列的作品一樣，調合是指在工房裡用鍊金術製作物品。

### 遊戲期限
最初只會給予玩家3年時間進行冒險，而隨著遊戲的進行達成某些的條件，最長可以得到5年時間冒險。

## 故事
總人口只有100人（原版）／1000人（plus、DX），位於遙距亞蘭德共和國西北方的亞爾茲王國，這個王國預定於5年後和亞蘭德共和國合併，但在實現上仍存在著許多問題，為消除反對派的批判，針對增強亞爾茲的國力，即將展開傾全國之力的開拓事業。首先，決定先派遣亞蘭德的優秀人才，而在該派遣團中見到了鍊金術士托托莉的身影。
亞爾茲王國的公主梅露露公主，邂逅了托托莉，公主首次看見鍊金術並大受感動，為想成為鍊金術士，執意要求托托莉收她為弟子。
國王起初完全反對女兒成為鍊金術士，但是亞爾茲的管家在限定條件下說服了國王：梅露露公主必須在3年間，透過鍊金術執行王族的責任，讓國家發展成30000名國民的國家，證明鍊金術硏究和王族責任的共存性。

## 主角
下列中文譯名皆以官方翻譯為主。

###### 梅露露（メルル）
全名：梅露露琳絲・蕾蒂・亞爾茲（Merurulince Rede Arls／）
年齡：15；身長：155cm；血型：O型
聲優：明坂聰美
本作主角，亞爾茲王國的公主。強逼托托莉收她為弟子。個性開朗積極，有三思前即先付諸行動的傾向。
雖然憧憬繁華的都會，但是基於一心想讓自己的國家豐饒強盛，藉著鍊金術，全心投入開拓事業。

###### 托托莉（トトリ）
全名：托托莉亞・赫爾默德（Totooria Helmold／）
年齢：19歲；身高：150cm；血型：A型
聲優：名塚佳織
前作主角。亞蘭德派遣而來的鍊金術士。自從梅露露成為弟子以來，作為師傅給予指導並協助其成長。

###### 蘿樂娜（ロロナ）
全名：蘿樂萊娜・菲立克賽爾（Rororina Fryxell／）
年齢：8歲(外觀年齡)；身高：123cm；血型：O型
聲優：門脇舞以
亞蘭德的鍊金術士及托托莉的師傅。因為亞斯特麗德而變成小孩模樣。

###### 凱娜（ケイナ）
全名：凱娜・史威雅（Kaena Swaya／）
年齢：14歲；身高：152cm；血型：A型
聲優：佐藤香織
侍奉梅露露的侍者。也是青梅竹馬，無可取代的摯友。經常被耍得團團轉，但為性格堅毅之人。

###### 萊亞斯（ライアス）
全名：萊亞斯・弗爾肯（Lias Falken／）
年齢：16歲；身高：173cm；血型：AB型
聲優：市来光弘
士兵學徒，路菲斯的弟弟。性格認真務實，但行事略顯粗魯。以能幹的兄長為傲，亦是努力的目標。

###### 敏敏（ミミ）
全名：敏敏・霍利爾・馮・修瓦茲蘭格（Mimi Houllier von Schwarzlang／）
年齢：20歲；身高：159cm；血型：A型
聲優：井口裕香
前作角色。來自亞蘭德的冒險者，托托莉的好友。於托托莉被派遣之後追著托托莉而來。

###### 吉諾（ジーノ）
全名：吉諾・克納布（Jeeno Knab／）
年齢：20歲；身高：170cm；血型：B型
聲優：三瓶由布子
前作角色。來自亞蘭德的冒險者，敏敏的搭檔。托托莉的青梅竹馬，史特爾克的弟子。為了超越師傅，期待可以遭遇到尚未見過的強敵而來到亞爾茲。

###### 艾絲緹（エスティ）
全名：艾絲緹・愛哈德（Estiy Erhard／）
年齢：40；身長：165cm；血液型：O型。
聲優：佐藤利奈
亞蘭德系列作角色。亞爾茲開拓事業的監察人。將冒險者公會交給妹妹菲莉之後，長期進行諜報活動。

###### 史特爾克（ステルク）
全名：史特爾肯布魯克・庫拉哈（Sterkenburg Cranach／）
年齢：39歲；身高：185cm；血型：A型
聲優：小杉十郎太
亞蘭德系列作角色。亞蘭德前騎士，自稱騎士。被派遣到亞爾茲進行調查。持續擔任冒險者們的現場監督，並持續尋找流浪的前國王。

###### 吉歐（ジオ）
全名：路德維克・吉歐凡尼・亞蘭德（Ludwig Giovanni Arland／）
年齢：60；身長：172cm；血液型：B型。
聲優：大塚明夫
亞蘭德的前國王，現任亞蘭德共和國首長。全大陸最強的劍士。提議讓亞爾茲王國加入共和國。近期都在亞爾茲周遭活動。

## 主題歌

###### 開頭曲《Cadena》
作詞：青木香苗，作曲、編曲：阿知波大輔，主唱 - 山本美禰子

###### 《》（中文：都會）
作詞：柳川和樹，作曲：柳川和樹，主唱 - Mao

###### 插入曲《Cloudy》
作詞：青木香苗，作曲、編曲：阿知波大輔，主唱 - 茶太

###### 插入歌《Little Crown》
作詞：柳川和樹，作曲：柳川和樹，主唱 - 野見山睦未

###### 戰鬥曲《》（中文：鍊金少女梅露露之歌）
作詞：青木香苗，作曲、編曲：阿知波大輔，主唱 - 真理繪

## 外部連結
- メルルのアトリエ日本官方網站 （页面存档备份，存于） （日語）
- メルルのアトリエ日本官方部落格 （页面存档备份，存于） （日語）
- 鍊金工房～亞蘭德之鍊金術士1・2・3～ DX 官方網站 （页面存档备份，存于）（繁體中文）
- 梅露露的鍊金工房 ～亞蘭德之鍊金術士3～ DX 任天堂香港販售頁（页面存档备份，存于）（繁體中文）
- 梅露露的鍊金工房 ～亞蘭德之鍊金術士3～ DX STEAM販售頁（页面存档备份，存于）